# Hungría en los Juegos Olímpicos de Roma 1960
Hungría estuvo representada en los Juegos Olímpicos de Roma 1960 por un total de 184 deportistas que compitieron en 18 deportes.  
El portador de la bandera en la ceremonia de apertura fue el jugador de baloncesto János Simon.

## Medallistas
El equipo olímpico húngaro obtuvo las siguientes medallas:
| Nombre                                                                                  | Deporte            | Competición        |
| --------------------------------------------------------------------------------------- | ------------------ | ------------------ |
| Oro                                                                                     |                    |                    |
| Gyula Török                                                                             | Boxeo              | Mosca (51 kg) M    |
| Rudolf Kárpáti                                                                          | Esgrima            | Sable ind. M       |
| Gábor Delneky Aladár Gerevich Zoltán Horváth Rudolf Kárpáti Pál Kovács Tamás Mendelényi | Esgrima            | Sable por eqs. M   |
| Ferenc Németh                                                                           | Pentatlón moderno  | Individual M       |
| András Balczó Imre Nagy Ferenc Németh                                                   | Pentatlón moderno  | Equipo M           |
| János Parti                                                                             | Piragüismo         | C1 1000 m M        |
| Plata                                                                                   |                    |                    |
| Gyula Zsivótzky                                                                         | Atletismo          | Martillo M         |
| Zoltán Horváth                                                                          | Esgrima            | Sable ind. M       |
| Lídia Dömölky Katalin Juhász Györgyi Székely Magda Nyári Ildikó Rejtő                   | Esgrima            | Florete por eqs. F |
| Imre Polyák                                                                             | Lucha grecorromana | 62 kg M            |
| Imre Nagy                                                                               | Pentatlón moderno  | Individual M       |
| Imre Szöllősi                                                                           | Piragüismo         | K1 1000 m M        |
| György Mészáros András Szente                                                           | Piragüismo         | K2 1000 M          |
| Imre Kemecsey György Mészáros András Szente Imre Szöllősi                               | Piragüismo         | K4 1000 m M        |
| Bronce                                                                                  |                    |                    |
| István Rózsavölgyi                                                                      | Atletismo          | 1500 m M           |
| Gergely Kulcsár                                                                         | Atletismo          | Jabalina M         |
| Equipo                                                                                  | Fútbol             | Torneo M           |
| Győző Veres                                                                             | Halterofilia       | 75 kg M            |
| Imre Farkas András Törő                                                                 | Piragüismo         | C2 1000 m M        |
| Klára Bánfalvi Vilma Egresi                                                             | Piragüismo         | K2 500 m F         |
| Equipo                                                                                  | Waterpolo          | Torneo M           |